# MacWWW
MacWWWまたはSambaは、Macintosh向けに最小限の機能を実装した初期のウェブブラウザであり、1992年にリリースされた。Classic Mac OSプラットフォーム向けとしては最初のウェブブラウザであり、Unix系以外のオペレーティングシステムで動作した最初のウェブブラウザである。WorldWideWebの設計をエミュレートしようとしている。最近のブラウザとは異なり、リンクをダブルクリックすることでリンク先ページを新たなウィンドウとして開くようになっている。CERNが有償で配布したもので、価格は50ECUだった。
元もとのFTPロケーションからはダウンロードできなくなっているが、ミラーサイトからダウンロード可能である。

## 歴史
CERNにてロバート・カイリューが書き、後にニコラ・ペローが開発を助けた。ペローはそれ以前にLine Mode Browserに関わっており、ペローはこの2つのブラウザのソースコードの一部を共通化した。
1993年5月12日、Version 1.00をリリース。「もっと改良が必要だとわかっているが、system 7とsystem 6.0.5ではうまく動作する」というコメントがついていた。

## 機能と特徴
MacWWWは必要最小限の機能しかないブラウザであり、テキストのみを表示し、画像やリストは表示できない。
- THINK Cで書かれており、そのヒューマン・インタフェース・オブジェクトを使っている。
- Line Mode browserと大部分のコードが共通になっている[1]。そのコードが後にlibwwwとなった[2]。
- ブックマーク機能[3]
- ハイパーテキストを扱うため、THINK Cのテキストオブジェクトを複数フォントを扱えるよう修正し、アンカーテキスト（リンク）が表示からわかるようにしている[1]。

ステータスをロードできないなど評判は悪く、1年以内にMosaicやMacWebといった高機能なブラウザが登場したため、廃れた。Classic Mac OSのマルチウィンドウシステムに対応しており、マウスで操作可能だが、基本的にはテキストモードのブラウザである。